# Gunter Lamoot
Gunter Lamoot (Oostende, 13 augustus 1970) is een Vlaams stand-upcomedian. Hij is geboren in Oostende, maar verhuisde later naar Sint-Amandsberg.

## Carrière
Op het podium draaide Gunter Lamoot lang mee in line-ups met meerdere comedians. In 2003 raakte zijn eerste avondvullende voorstelling Steak Stront niet gelanceerd. In 2005 won hij de Humo's Comedy Cup en kwam er een nieuwe, succesvolle avondvullende voorstelling Uw beste Vriend. Lamoot speelde in 2005 en 2006 ook het voorprogramma van Wim Helsens voorstelling Bij mij zijt ge veilig.
In Comedy Casino stond hij elke week op de planken als het personage Véronique, gekleed in een te hoog opgetrokken broek, een fez en met een snorretje. Elke week had hij zijn naam veranderd in iets totaal absurds dat volgens hem "the total idiot who was first called Véronique but has recently changed his name into ..." betekent in één of andere absurde taal zoals "medieval elephant-talk".
In 2007 pakte hij uit met de dvd "7 years of pure genius".
In oktober 2009 werd bekendgemaakt dat hij deel ging uitmaken van de negenkoppige jury in een volgend seizoen van het televisieprogramma De Slimste Mens. In 2012 bracht hij op televisiezender 2BE zijn eerste eigen humoristische televisieprogramma, Superstaar.

## Stijl
Gunter Lamoot hanteert een cabaretstijl die sterk leunt op de choquerende waarde van zijn grappen. Dikwijls gaan ze over taboeonderwerpen als uitwerpselen, seksualiteit, kindermoord of racisme. De reacties zijn dikwijls extreem, van intense bewondering tot grote afschuw. Frequent onderwerp van spot is de 'burgerlijke' humor van collega-cabaretier Geert Hoste alsook die van F.C. De Kampioenen. Ook Vlaams Belang-politici moeten het vaak ontgelden.

## Prijzen
Als stand-upcomedian won hij volgende prijzen:
- De Groote Prijs W.P. Stutjens (samen met Piet De Praitere en Bart Vanneste)
- de Lunatic Comedy Award (2000)
- Humo's Comedy Cup (2005)

## Radio

### 1993
- Knipooggast van de week, een rubriek in het ochtend programma van Peter Verhulst op Studio Brussel

### 1995
- Studio Kafka (radio - Studio Brussel), met Kamagurka, Piet De Praitere en Bart Vanneste

### 1996-1999
- Collage (radio - Studio Brussel)

### 2001
- Microkosmos (radio - Studio Brussel)

## Tv

### 1996
- Wees Blij Met Wat Je Hebt (televisie - VPRO) met Kamagurka

### 1999
- Regisseur van Piet De Praiteres rubriek in Navond Vlaanderen op VT4

### 2002
- Redactielid van Luk Alloo's talkshow 1uur tijdverlies op TV6

### 2005
- De Bovenste Plank op Canvas
- Gastrol in Neveneffecten op Canvas
- Gastrol in Het Geslacht De Pauw op Eén

### 2006
- Rubriekgast in De Laatste Show op Eén
- Gastrol in Willy's en Marjetten op Eén
- Comedy Casino (televisie - Canvas) als Véronique

### 2007
- Deelname De Slimste Mens ter Wereld (4 deelnames) op Eén

### 2008
- Rubriek op SPAM (televisie - Canvas, 2008)
- Comedy Casino seizoen 3 op Canvas
- China Voor Beginners op Canvas
- Ook Getest Op Dieren op VT4

### 2009
- Coach van David Galle en Joost Vandecasteele in Comedy Cup op Canvas
- Kokergast in De Pappenheimers op Eén
- Rubriekgast Man Bijt Bond (De vraag van vandaag).
- De 2,5 Minuten Lamoot Show op Acht

### 2012
- Superstaar

### 2013
- Superstaar Nieuwjaarsspecial
- Gastrol in Tegen De Sterren Op op VTM
- 7de plaats in Stars for Life op Eén

### 2014
- Gastrol in sketch Lang Leve...

### 2015
- Roste Stefaan in Bevergem

### 2021
- Gastrol in Beau Séjour 2

## Film
- Ex Drummer als Jan Verbeeck
- Mompelaar als groepsleider
- F.C. De Kampioenen 2: Jubilee General (2015) - als gevangene
- F.C. De Kampioenen 3: Forever (2017) - als gevangene

## Theater

### 1995
- Support act (samen met Bart Vanneste & Piet De Praitere) in “Kamiel Kafka’s World Tour”

### 1997-1998
- Zanger Nederlandstalig combo De Dokters In De Zaal

### 1999
- eerste eigen theatershow als stand-upcomedian: Yuck! Wat ’n degoutant woord blijft dat toch!

### 2002
- Extra Ordinair

### 2004
- De Groote Boodschap (van en met Henk Rijckaert, Lieven Scheire, Bart Vanneste en Frank Nuytten in een regie van Wim Willaert)
- Co-presentator (met Chiel Van Berkel) S(ch)lagerfestival
- Gastheer (met Griet Dobbelaere) La Loteria

### 2005
- Uw Beste Vriend
- Presentator van Live Chat ’n Date Shows Blind Aid

### 2006
- Voorprogramma Wim Helsens Bij mij zijt ge veilig
- Interactieve performances Foute Wandeling Ltd.
- Monoloog voor kc nOna’s nOva alleenspraak (spel: Kristien De Proost)
- Tevreden = geld terug tijdens rondreizende freakshow Bataclan
- Lijk met flashback in Soap 1. Point of No Return

### 2007
- Ex Drummer Live

### 2008
- De ‘18 minuten samen met Gunter Lamoot brainstormen voor zijn nieuwe show op de Gentse Feesten
- Softie

- MusicBrainz: 7596023f-103d-4fb8-b6fe-683bb44577d9
- Virtual International Authority File: 722152865683104940003
- WorldCat: E39PBJv4g4cKwqdv9XfD6wWkXd